# Wielka Synagoga w Bordeaux
Synagoga w Bordeaux (fr. Grande synagogue de Bordeaux) – największa i jedna z najpiękniejszych synagog znajdujących się we Francji, w Bordeaux.
Synagoga została zbudowana w latach 1880–1882 według projektu francuskiego architekta Charlesa Duranda, w stylu mauretańskim. Uroczyste otwarcie synagogi nastąpiło 5 września 1882 roku. Dzięki swojej wspaniałej architekturze była inspiracją dla innych architektów, w tym dla Eduarda Knoblaucha, projektanta Nowej Synagogi w Berlinie.